# Wallenfels
Wallenfels est une ville de Bavière (Allemagne), située dans l'arrondissement de Kronach, dans le district de Haute-Franconie. On y pratique encore le flottage du bois sur le Rodach.